# El Sauce (Neuquén)
El Sauce es una localidad  del departamento Picún Leufú, en la provincia del Neuquén, Argentina.
Es sede de la Fiesta Provincial del Choclo y la Humita.
Cuenta con una escuela.

## Población
Para el censos de 2001 no fue posible conocer su población por considerarla población rural dispersa. No obstante, el censo de 1991 reveló una población de 475 personas. Contó con 441 habitantes (Indec, 2010); su población se compuso de 243 varones y 198 mujeres, lo que arrojó un índice de masculinidad del 122.73%. En tanto, las viviendas pasaron a ser 203.
Según el censo 2022 se conoció una población dentro del municipio de 432 habitantes y 216 viviendas.Además, el censo dio a conocer datos de su composición poblacional (57 hombres 57 mujeres), población urbana sin población rural dispersa o localidades dispersas en el municipio (114) densidad y área urbana.
| Gráfica de evolución demográfica de El Sauce entre 1991 y 2022 |
|                                                                |
| Fuente: Censos nacionales del INDEC                            |